# Chrysomiliá
Chrysomiliá är en ort i Grekland.   Den ligger i prefekturen Trikala och regionen Thessalien, i den centrala delen av landet, 260 km nordväst om huvudstaden Aten. Chrysomiliá ligger 722 meter över havet och antalet invånare är 846.
Terrängen runt Chrysomiliá är bergig åt nordost, men åt sydväst är den kuperad. Runt Chrysomiliá är det ganska glesbefolkat, med 32 invånare per kvadratkilometer. Närmaste större samhälle är Kalampáka, 15,2 km nordost om Chrysomiliá. I omgivningarna runt Chrysomiliá växer i huvudsak blandskog.